# Falset
Falset é um município da Espanha na comarca de Priorat, província de Tarragona, comunidade autónoma da Catalunha. Tem 31,6 km² de área e em 2021 tinha 2 724 habitantes (densidade: 86,2 hab./km²).

## Demografia
| Variação demográfica do município entre 1991 e 2004[carece de fontes?] | Variação demográfica do município entre 1991 e 2004[carece de fontes?] | Variação demográfica do município entre 1991 e 2004[carece de fontes?] | Variação demográfica do município entre 1991 e 2004[carece de fontes?] |
| ---------------------------------------------------------------------- | ---------------------------------------------------------------------- | ---------------------------------------------------------------------- | ---------------------------------------------------------------------- |
| 1991                                                                   | 1996                                                                   | 2001                                                                   | 2004                                                                   |
| 2592                                                                   | 2504                                                                   | 2471                                                                   | 2627                                                                   |